# Michelau an der Saale
Michelau ist ein Gemeindeteil der Gemeinde Gräfendorf im unterfränkischen Landkreis Main-Spessart in Bayern.

## Lage
Das Kirchdorf liegt an der Fränkischen Saale. Zu Michelau gehört Hurzfurt, das zurzeit ein Reiterhof ist und selbst nur als Ortsteil von Michelau angesehen wird auch wenn es etwas abgelegen von dem Dorf liegt, wobei Hurzfurt circa 1 km² der Gesamtfläche Michelaus ausmacht.

## Geschichte
Michelau wurde erstmals im 9. Jahrhundert unter dem Namen „Michelowa“ erwähnt. Die heute ältesten Gebäudekonstrukte beziehungsweise Teile davon, die überbaut wurden, lassen sich nur noch bis ins 16./17. Jahrhundert datieren. Früher war Michelau hauptsächlich land-/forstwirtschaftlich geprägt, heute jedoch gehen die meisten Leute in die Städte zur Arbeit.

## Infrastruktur
An der Bahnstrecke Gemünden–Bad Kissingen liegt der Haltepunkt Michelaubrück, der von der Erfurter Bahn mit Triebwagen des Unterfranken-Shuttle bedient wird. Des Weiteren verläuft durch Michelau die Kreisstraße MSP 17 des Landkreises Main-Spessart.

## Religionen
Die Bewohner von Michelau sind bis auf sehr wenige Ausnahmen, katholischen Glaubens. Die Gottesdienste finden in der örtlichen St. Martin Kirche, einer alten Barockkirche aus dem 18. Jahrhundert statt.

## Kultur und Sehenswürdigkeiten

### Kultur
In Michelau gibt es unter anderem zurzeit auch ein Hotel, das den Namen Saaletal Stuben trägt und ein Restaurant beinhaltet. Früher gab es im Dorf noch unter anderem eine kleine Kneipe namens „Goldenes Fass“, welche jedoch schon seit einigen Jahren geschlossen ist, seitdem der letzte Betreiber verstorben ist und niemand von den Angehörigen die kleine Kneipe weiterführen wollte, unter anderem weil es kaum noch Kundschaft gab.

### Denkmäler und Sehenswürdigkeiten
| Lage                                  | Objekt                     | Beschreibung | Akten-Nr.     | Bild |
| ------------------------------------- | -------------------------- | --- | ------------- | ---- |
| An der Saale 3 (Standort)             | Kreuz                      | Kreuz, 1753. | D-6-77-133-31 | BW   |
| Bei Haus Nummer 2 (Standort)          | Heiligenhäuschen           | Heiligenhäuschen, 1739. | D-6-77-133-28 | BW   |
| Büdeläcker; Lehmertsellern (Standort) | Heiligenhäuschen           | 1673; bei der Bahnhaltestelle.                                                                                             | D-6-77-133-34 | BW   |
| Büdeläcker; Lehmertsellern (Standort) | Kapelle                    | mit Relief von 1739; Feldweg am nordwestlichen Ortsausgang.                                                                | D-6-77-133-35 | BW   |
| (Standort)                            | Friedhofskreuz             | 1716. | D-6-77-133-32 | BW   |
| Gegenüber Haus Nummer 7 (Standort)    | Prozessionsaltar           | Prozessionsaltar, 1797. | D-6-77-133-30 | BW   |
| Kirchstraße 1 (Standort)              | Saalbau mit Dachreiter     | Saalbau mit Dachreiter, 1765; mit Ausstattung.                                                                             | D-6-77-133-26 | BW   |
| Kirchstraße 8 (Standort)              | Bauernhof                  | Bauernhof; eingeschossiges Wohnhaus, Fachwerk, 18. Jahrhundert; Nebengebäude mit reichem Zierfachwerk, 17./18. Jahrhundert | D-6-77-133-27 | BW   |
| Kirchstraße 12 (Standort)             | Eingeschossiges Giebelhaus | Eingeschossiges Giebelhaus, Fachwerk verputzt, Eckpfosten bez. 1756.                                                       | D-6-77-133-29 | BW   |
| Weinberg (Standort)                   | Kreuz                      | 1756; am Weinberg. | D-6-77-133-33 | BW   |

Außerdem gibt es in Michelau noch eine kleine reich verzierte Barockkirche aus dem 18. Jahrhundert.
50° 6′ 55″ N, 9° 46′ 2″ O

### Vereine
- Musikverein Michelau
- Freiwillige Feuerwehr Michelau